# کاکومائه
کاکومائه (استونیایی: Kakumäe) یکی از زیربخش‌های شهر تالین است که در ناحیه هابرستی قرار دارد  و در سال ۲۰۱۵ دارای ۲٫۵۱ کیلومتر مربع مساحت و ۱۷۳۳ نفر جمعیت بوده. کاکومائه یعنی از مناطق ثروتمند استونی است.

## نگارخانه

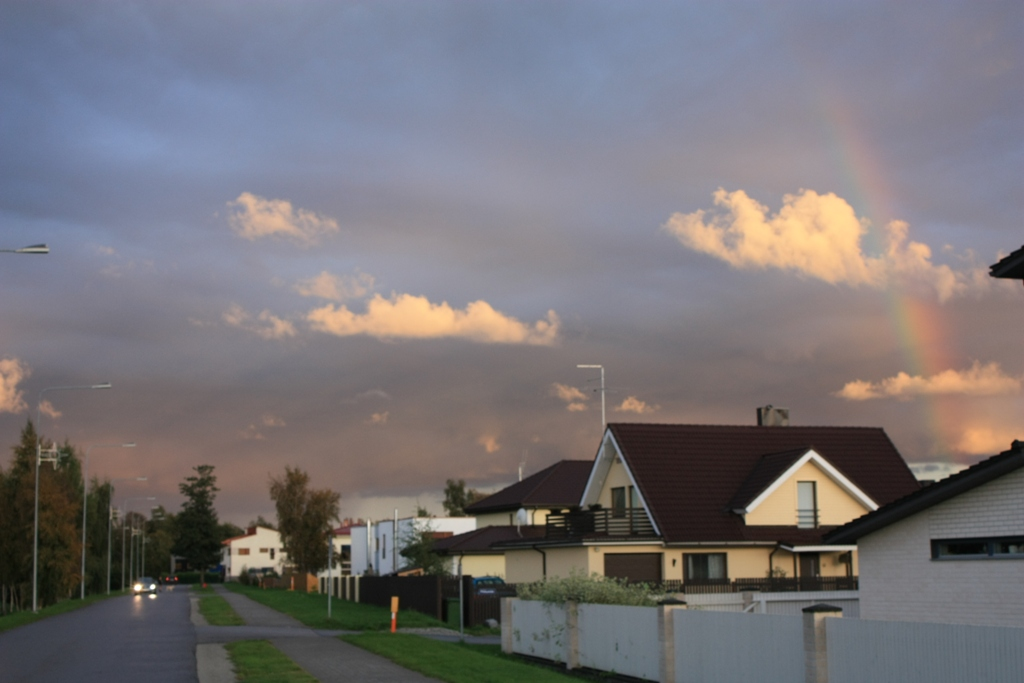
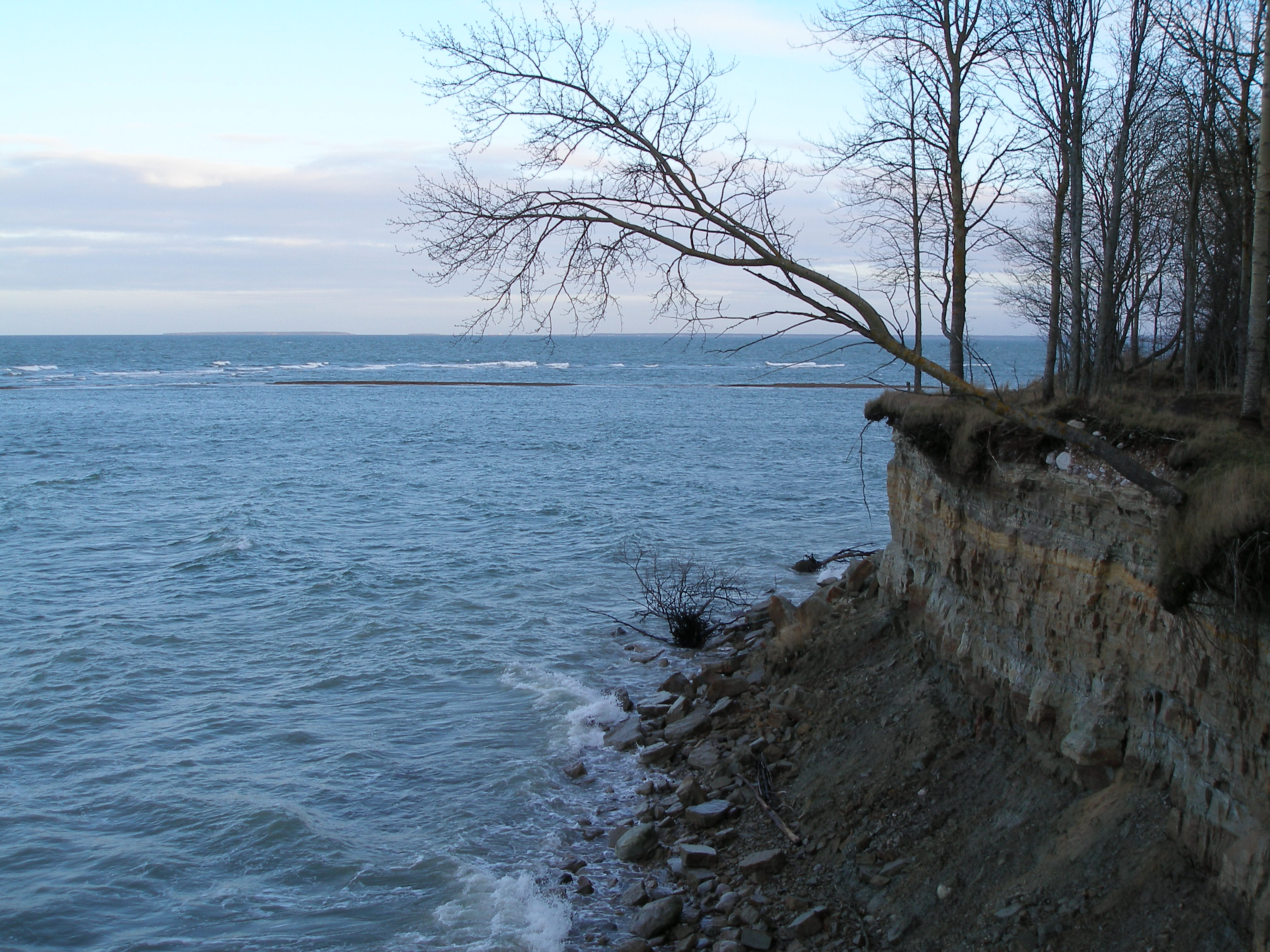
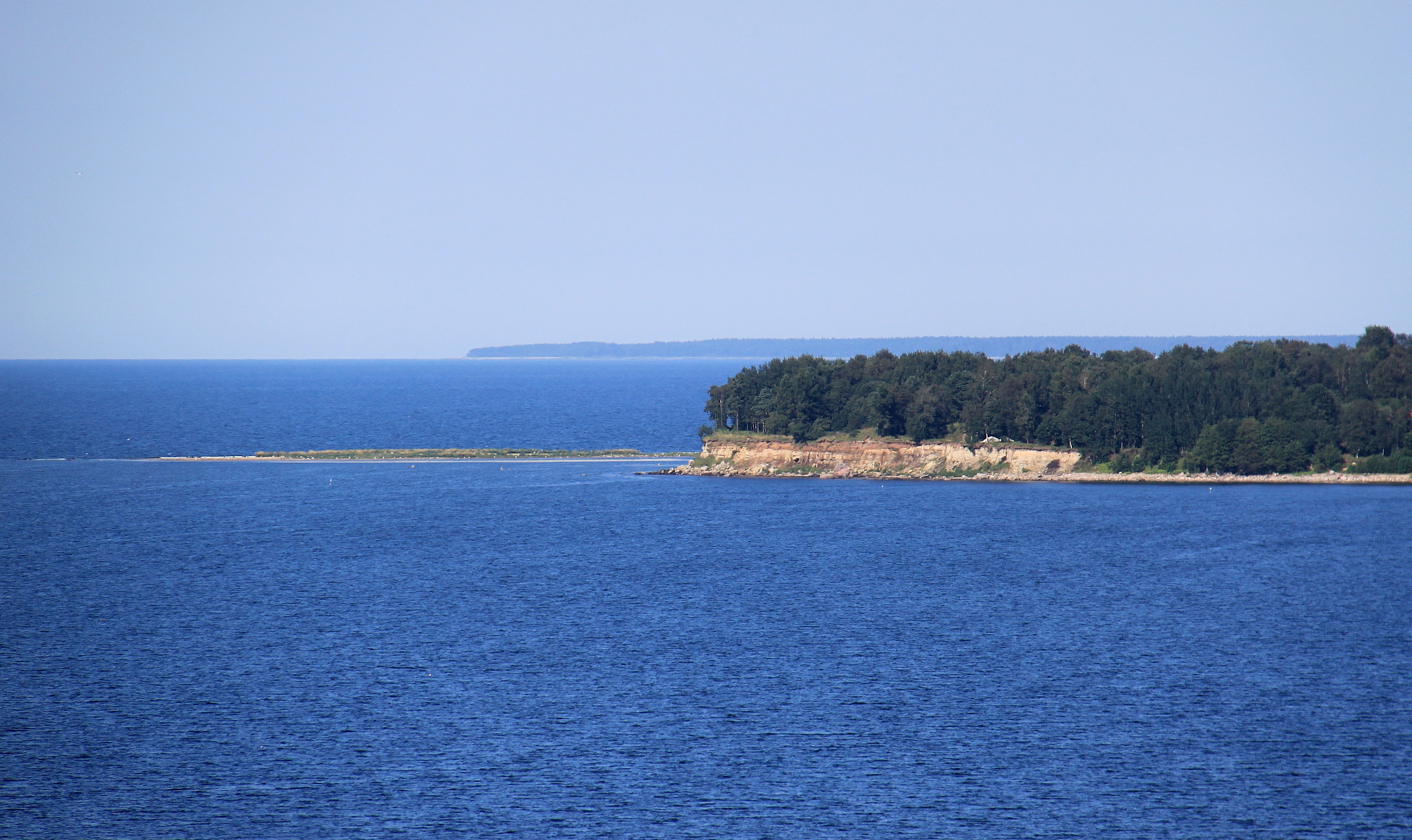
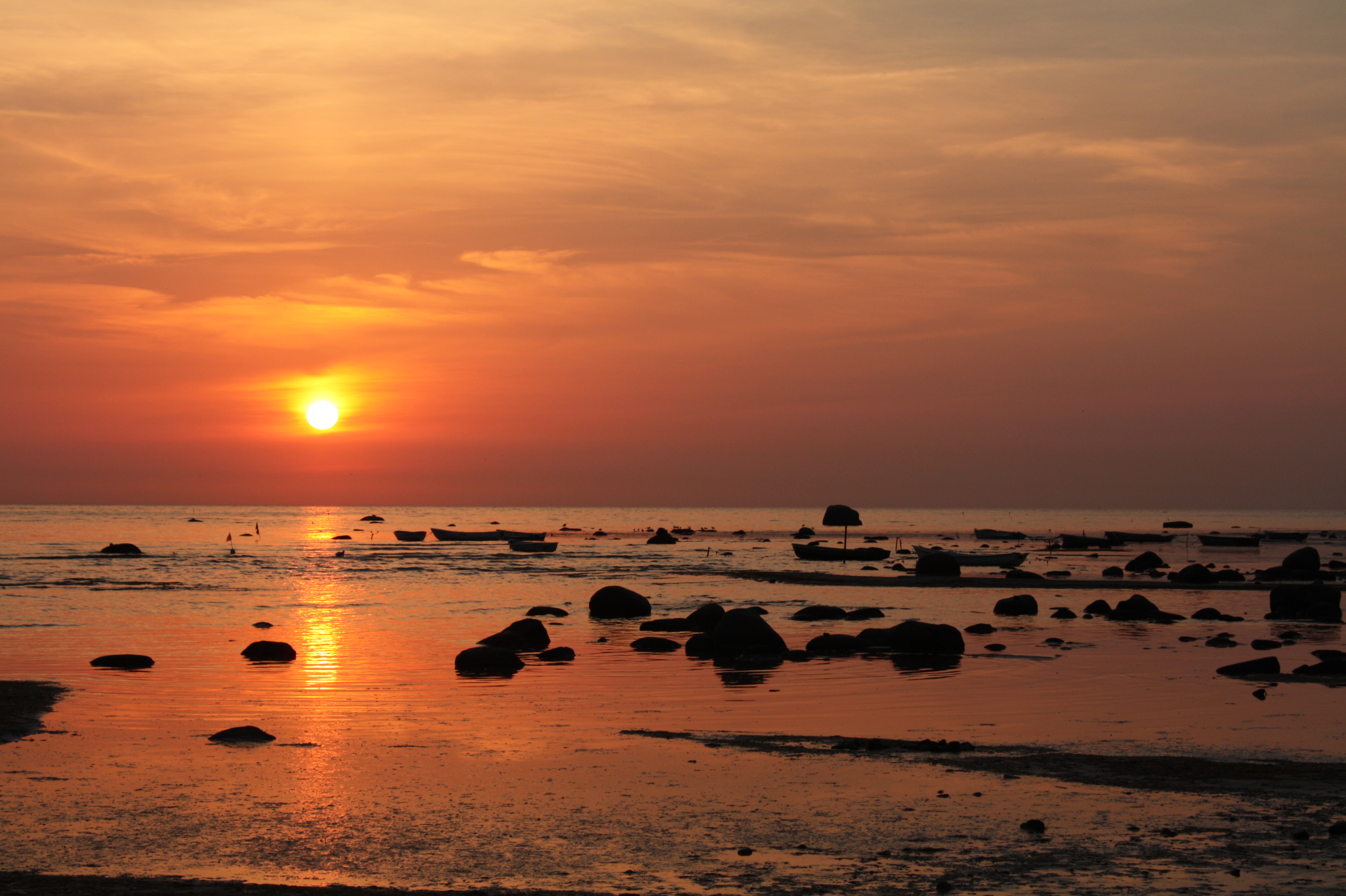
غروب خورشید در کاکومائه
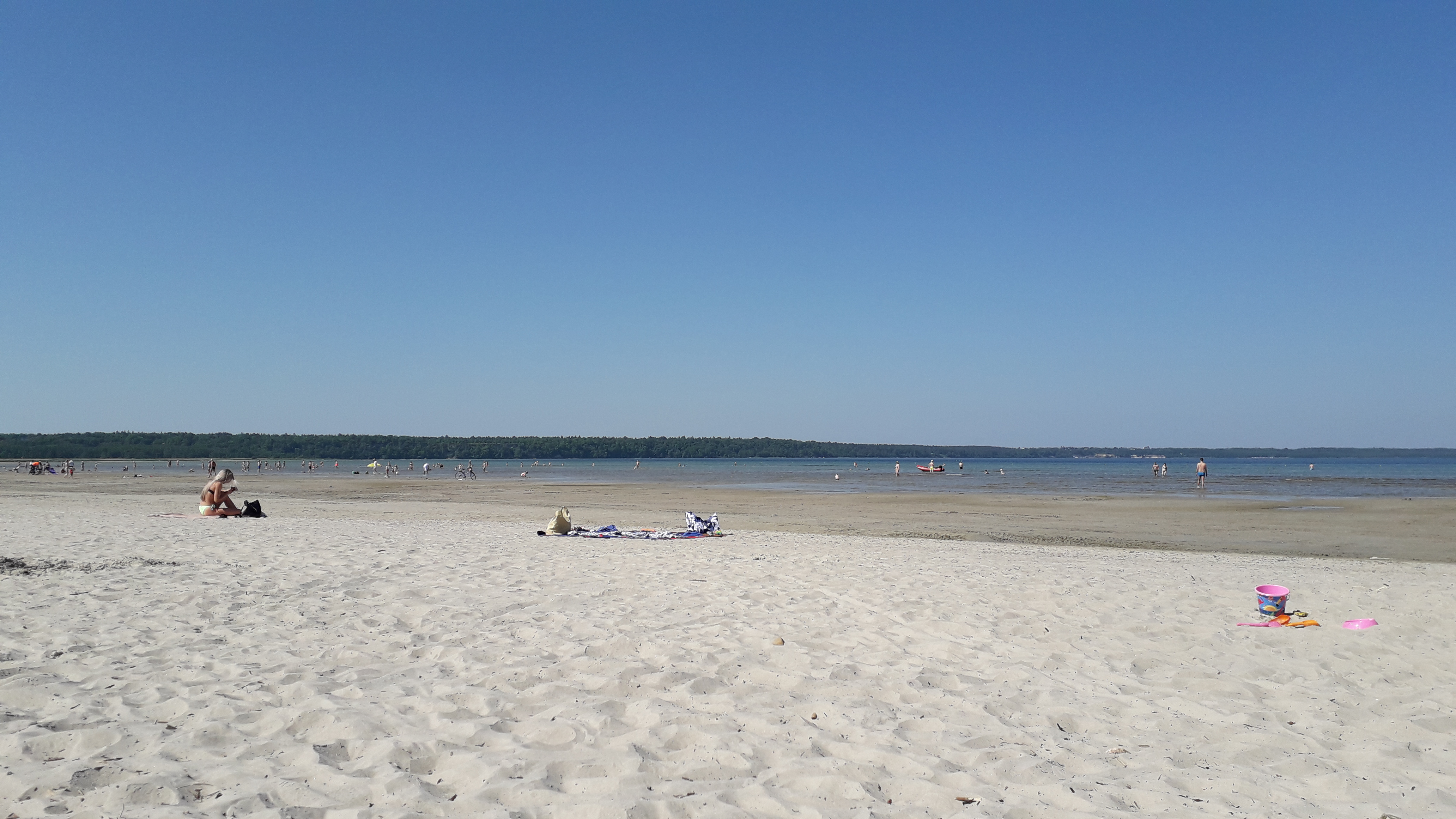
ساحل در کاکومائه